# Лаффорг, Ингрид
Ингрид Лаффорг (фр. Ingrid Lafforgue; род. 5 ноября 1948, Баньер-де-Люшон) — французская горнолыжница, выступавшая в слаломе, гигантском слаломе и скоростном спуске. Представляла сборную Франции по горнолыжному спорту в конце 1960-х годов, чемпионка мира, победительница семи этапов Кубка мира, обладательница малого Хрустального глобуса, двукратная чемпионка французского национального первенства.

## Биография
Ингрид Лаффорг родилась 5 ноября 1948 года в курортном посёлке Баньер-де-Люшон департамента Верхняя Гаронна, Франция. Её родители, отец Морис Лаффорг и мать-шведка Май Нильссон, являются титулованными горнолыжниками, призёрами чемпионатов мира в этом виде спорта. Сестра-близнец Бритт Лаффорг впоследствии тоже стала достаточно известной горнолыжницей, участвовала в зимних Олимпийских играх 1972 года в Саппоро.
Впервые Ингрид заявила о себе в 1966 году, заняв шестое место на ежегодных соревнованиях Arlberg-Kandahar в Мюррене.
В 1969 году стала чемпионкой Франции в программе гигантского слалома, вошла в основной состав французской национальной сборной и дебютировала в Кубке мира. На большинстве этапов вошла в десятку сильнейших, а на домашнем этапе в Сен-Жерве-ле-Бен одержала победу в слаломе.
Наибольшего успеха в своей спортивной карьере добилась в сезоне 1970 года, когда побывала на чемпионате мира в Валь-Гардене и привезла оттуда награды золотого и серебряного достоинства — в слаломе обошла всех своих соперниц, тогда как в гигантском слаломе заняла второе место, уступив только канадке Бетси Клиффорд. Кроме того, добавила в послужной список шесть побед одержанных на различных этапах Кубка мира, в результате чего стала лучшей в зачёте слалома и удостоилась малого Хрустального глобуса. При этом в общем зачёте всех дисциплин оказалась на четвёртой позиции.
Перед началом сезона 1970/1971 Ингрид Лаффорг сломала ногу на тренировочных сборах в итальянской Бардонеккье и в связи с травмой, несмотря на показанные ранее выдающиеся результаты, в возрасте 22 лет вынуждена была завершить спортивную карьеру. В общей сложности она тринадцать раз поднималась на подиум этапов Кубка мира, в том числе семь этапов выиграла, при всём при том ей ни разу не удалось поучаствовать в Олимпийских играх.